# قرقاول‌های دم‌دراز
قرقاول‌های دم‌دراز (نام علمی: Syrmaticus) نام یک سرده از تیره قرقاولیان است.